# Stan wyższej konieczności
Ten artykuł należy dopracować:

przedstawiono sytuację tylko z polskiej perspektywy – artykuł powinien być przekrojowy.
Pomóż go poprawić. Na stronie dyskusji mogą znajdywać się pomocne komentarze.
Stan wyższej konieczności – termin stosowany w prawie karnym oraz prawie cywilnym.

## Prawo karne i wykroczeń
W prawie karnym stan wyższej konieczności jest kontratypem, jeżeli polega na ratowaniu dobra chronionego prawem przez poświęcenie innego dobra chronionego prawem, pod warunkiem, że dobro poświęcone przedstawia wartość niewątpliwie niższą od dobra ratowanego. Natomiast jeżeli dobro poświęcane ma wartość równą lub nie przedstawia wartości oczywiście wyższej, jest okolicznością wyłączającą winę, nie bezprawność (jak jest w przypadku kontratypu).
Elementy stanu wyższej konieczności
Zagrożenie (niebezpieczeństwo):
- rzeczywiste – musi zachodzić w faktycznie obiektywnej rzeczywistości;
- bezpośrednie – musi stwarzać natychmiastowe zagrożenie;
- skierowane przeciwko dobru prawnie chronionemu;
- może pochodzić od człowieka, od zwierzęcia lub poprzez działanie sił naturalnych.

Działanie podjęte w celu ratowania dobra musi być:
- zgodne z zasadą subsydiarności – poświęcenie jednego dobra w celu uratowania dobra drugiego musi być jedynym wyjściem. Dla ratującej osoby nie może być alternatywnego rozwiązania;
- zgodne z zasadą proporcjonalności – dobro ratowane musi przedstawiać wartość wyższą niż dobro poświęcone.

Okoliczności wyłączające winę nie zachodzą wobec osoby, która ma prawny obowiązek chronić mienie, nawet z narażeniem własnego zdrowia i życia. W przypadku kolizji obowiązków następuje okoliczność wyłączająca winę, z powodu tego, że tylko jeden obowiązek może być spełniony.
Sprawy te reguluje Kodeks karny (1997) w art. 26.
Kodeks wykroczeń przewiduje stan wyższej konieczności w art. 16. Dobro poświęcane nie może przedstawiać wartości oczywiście wyższej od dobra ratowanego. Kontratyp nie zachodzi, jeśli sprawca poświęca dobro, które jest zobowiązany w sposób szczególny chronić, nawet narażając siebie na niebezpieczeństwo.

## Prawo cywilne
W prawie cywilnym stan wyższej konieczności został uregulowany w art. 424 k.c.: „Kto zniszczył lub uszkodził cudzą rzecz albo zabił lub zranił cudze zwierzę w celu odwrócenia od siebie lub od innych niebezpieczeństwa grożącego bezpośrednio od tej rzeczy lub zwierzęcia, ten nie jest odpowiedzialny za wynikłą stąd szkodę, jeżeli niebezpieczeństwa sam nie wywołał, a niebezpieczeństwu nie można było inaczej zapobiec i jeżeli ratowane dobro jest oczywiście ważniejsze aniżeli dobro naruszone”.
Porównując stan wyższej konieczności i obronę konieczną w prawie cywilnym, można zauważyć, że konieczność obrony nie może być rozumiana jako wymóg zachowania odpowiedniej proporcji między dobrem bronionym a naruszonym wskutek tej obrony (proporcja taka jest przesłanką stanu wyższej konieczności). Wolno zatem naruszyć dobra osobiste, broniąc dóbr majątkowych. Ocena wartości dóbr musi opierać się na przesłankach obiektywnych. Oczywiste jest to, że dobra osobiste, takie jak życie czy zdrowie człowieka, są zawsze ważniejsze od dóbr majątkowych, związanych ze szkodą dotyczącą rzeczy lub zwierząt. Natomiast wartość tych dóbr sprawdza się, określając ich wartość ekonomiczną.
Przesłanki przyjęcia stanu wyższej konieczności wystąpią w sytuacji, gdy:
1. sprawca sam nie wywołał niebezpieczeństwa np. poprzez rozdrażnienie psa;
2. niebezpieczeństwu nie można było inaczej zapobiec, jak przez zniszczenie lub uszkodzenie rzeczy albo zranienie lub zabicie zwierzęcia, w sytuacji gdy inne możliwości i pomoc odpowiednich organów okazały się bezskuteczne;
3. sprawca szkody ratuje dobro oczywiście ważniejsze niż dobro chronione[5].

Przekroczenie granic stanu wyższej konieczności nie wyłącza odpowiedzialności sprawcy za szkodę. W stanie wyższej konieczności nie działa ten, kto sam wywołał stan bezpośredniego niebezpieczeństwa. Natomiast jeśli sprawca miał możliwość, by temu niebezpieczeństwu zapobiec w inny sposób niż opisany w art. 424 k.c., ale z tej możliwości nie skorzystał, to również należy przyjąć, że przekroczone zostały granice stanu wyższej konieczności.
O stanie wyższej konieczności mówi także art. 142 k.c. § 1. Właściciel nie może się sprzeciwić użyciu, a nawet uszkodzeniu lub zniszczeniu rzeczy przez inną osobę, jeżeli to jest konieczne do odwrócenia niebezpieczeństwa grożącego bezpośrednio dobrom osobistym tej osoby lub osoby trzeciej. Może jednak żądać naprawienia wynikłej stąd szkody. § 2. Przepis powyższy stosuje się także w razie niebezpieczeństwa grożącego dobrom majątkowym, chyba że grożąca szkoda jest oczywiście i niewspółmiernie mniejsza aniżeli uszczerbek, który mógłby ponieść właściciel wskutek użycia, uszkodzenia lub zniszczenia rzeczy.

### Orzecznictwo
W orzecznictwie podkreślono, że kierowca nie odpowiada za uszkodzenie rzeczy cudzej (np. pojazdu będącego własnością przedsiębiorstwa), pod warunkiem, że uszkodzenie pojazdu nastąpiło wskutek odwrócenia zagrażającego bezpośrednio niebezpieczeństwa wyższego rzędu. Niebezpieczeństwem wyższego rzędu, którego sprawca szkody uniknął, była w tym wypadku śmierć bądź uszczerbek na zdrowiu człowieka.